# Caryophanaceae
Caryophanaceae je čeleď grampozitivních bakterií. Do této čeledi patří pouze jeden podřazený taxon, a to Caryophanon, který však někdy bývá řazen do čeledi Planococcaceae. Nachází se v kravském hnoji.